# Philosophale
Pour plus de détails, voir Fiche technique et Distribution.
Philosophale est un film français réalisé par Farid Fedjer, sorti en 2001.

## Fiche technique
- Titre français : Philosophale
- Réalisation : Farid Fedjer
- Scénario : Farid Fedjer et Jean Falculete
- Photographie : Olivier Azzano
- Musique : Pierre Jaubert
- Pays d'origine :  France
- Date de sortie : 2001

## Distribution
- Amina Annabi
- Jean-Marie Bigard
- Philippe Candeloro
- Dieudonné
- Mouss Diouf
- Jean-Claude Dreyfus
- Ticky Holgado
- Samy Naceri
- Chick Ortega
- Laurent Petitguillaume
- Patrick Préjean
- Yoni Roch
- Yves Rénier
- Laure Sainclair
- Michaël Youn
- Hervé Le bras